# Somchai Wongsawat
Somchai Wongsawat. född 31 augusti 1947, är en tidigare thailändsk politiker.
Somchai började engagera sig politiskt efter den militärkupp, som 2006 avsatte hans svåger Thaksin Shinawatra som premiärminister. Somchai anslöt sig till det nybildade Folkmaktspartiet som vann parlamentsvalet 2007 och utnämndes efter valet till utbildningsminister och vice premiärminister. 
Den 18 september 2008 utnämndes han till premiärminister av kung Bhumibol Adulyadej sedan författningsdomstolen avsatt Samak Sundaravej från denna post.  
Den 2 december samma år rönte Somchai samma öde som sin företrädare.
Sedan Folkalliansen för demokrati ockuperat Bangkoks internationella flygplats och krävt hans avgång beslutade Thailands författningsdomstol att sparka Somchai, förbjuda honom att verka politiskt i fem år och att upplösa hans parti.